# Liste der russischen Botschafter in Albanien

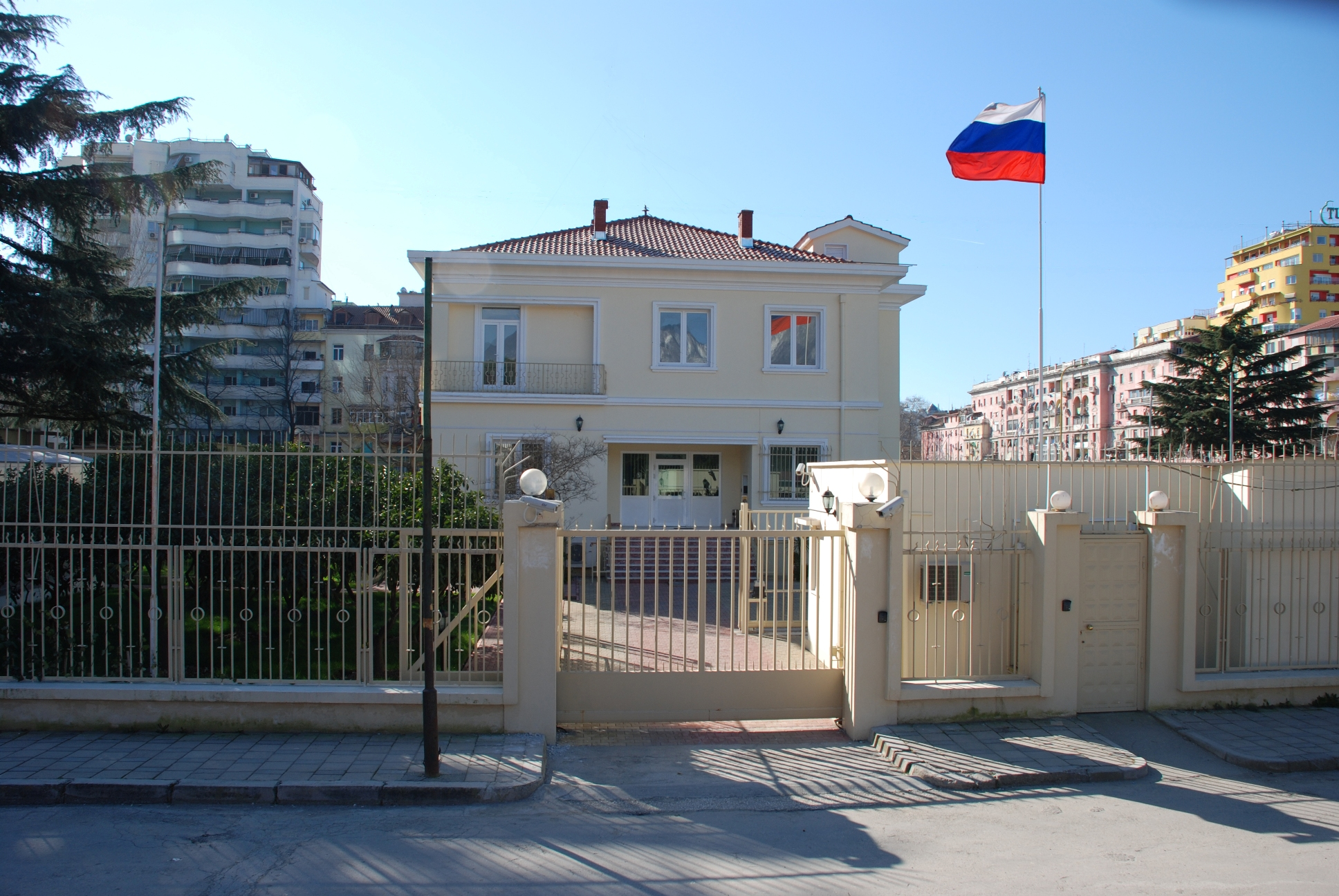
Botschaft der russischen Föderation, Tirana

Die Liste der sowjetischen und russischen Botschafter in Albanien enthält sämtliche Leiter der diplomatischen Vertretung Moskaus in Tirana seit der Aufnahme diplomatischer Beziehungen im Jahre 1924 bis heute.

## Geschichte

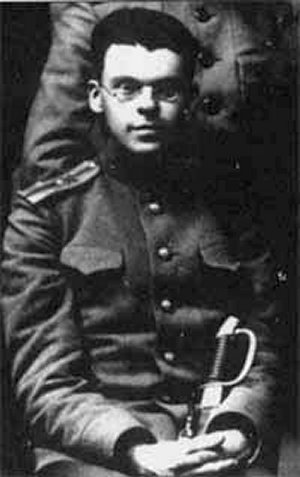
Arkady A. Krakovetsky sollte 1924 Gesandter in Tirana werden.

Nachdem die albanische Regierung unter Fan Noli im Juli 1924 die Sowjetunion anerkannt hatte und mitgeteilt hatte, Beziehungen aufnehmen zu wollen, entsandte Georgi Wassiljewitsch Tschitscherin eine Delegation mit dem künftigen Botschafter Arkadi Antonowitsch Krakowezki nach Albanien. Wegen innenpolitischen Spannungen wollte Noli die Aufnahme diplomatischer Beziehungen aber noch hinauszögern, weshalb die Sowjets wenige Tage nach der Ankunft im Dezember 1924 Tirana wieder verließen. Am 17. September 1934 wurde der sowjetische Botschafter in Athen, Michail Weniaminowitsch Kobezki, auch in Albanien akkreditiert. Am 7. April 1939 wurden die diplomatischen Beziehungen infolge der Besetzung Albaniens durch das Königreich Italien beendet.
Am 10. November 1945 wurden diplomatische Beziehungen auf der Ebene von Ministerpräsidenten aufgenommen. Am 4. August 1952 wurde die sowjetische Auslandsvertretung in Tirana zur Botschaft aufgewertet. Am 25. November 1961 wurde der sowjetische Botschafter abberufen und die diplomatischen Beziehungen abgebrochen, nachdem sich Enver Hoxha vom sowjetischen Kurs distanziert hatte. Der Botschafter Josif Schikin wurde abgezogen.
Am 30. Juli 1990 vereinbarten die beiden Staaten, wieder diplomatische Beziehungen aufzunehmen.

## Missionschefs
| Ernennung     | Name                                                            | Lebensspanne | Bemerkungen | ernannt während der Regierung von | akkreditiert von | Posten verlassen |
| ------------- | --------------------------------------------------------------- | ------------ | --- | --------------------------------- | ---------------- | ---------------- |
| 1924          | Arkadi Antonowitsch Krakowezki (Аркадий Антонович Краковецкий)  | 1884–1937    | Ministre plénipotentiaire; keine Akkreditierung durch Fan Noli erfolgt | Alexei Rykow                      |                  | Dez. 1924        |
| 23. Jan. 1935 | Michail Weniaminowitsch Kobezki (Михаил Вениаминович Кобецкий)  | 1881–1937    | Ministre plénipotentiaire; Amtssitz in Athen | Wjatscheslaw Molotow              | Ahmet Zogu       | 28. Apr. 1937    |
| 13. Nov. 1937 | Nikolai Iwanowitsch Scharonow (Николай Иванович Шаронов)        | 1901–?       | Ministre plénipotentiaire; Amtssitz in Athen | Wjatscheslaw Molotow              | Ahmet Zogu       | 7. Apr. 1939     |
| 12. Dez. 1945 | Dmitri Stepanowitsch Tschuwachin (Дмитрий Степанович Чувахин)   | 1903–1997    | Gesandter | Josef Stalin                      | Omer Nishani     | 16. März 1952    |
| 16. März 1952 | Klement Danilowitsch Ljowytschkin (Климент Данилович Лёвычкин)  | 1907–1984    | Ab August 1953 Botschafter | Josef Stalin                      | Omer Nishani     | 7. Dez. 1955     |
| 7. Dez. 1955  | Leonid Iwanowitsch Krylow (Леонид Иванович Крылов)              | 1912–1982    | | Nikolai Bulganin                  | Haxhi Lleshi     | 7. März 1957     |
| 7. März 1957  | Wassili Iwanowitsch Iwanow (Василий Иванович Иванов)            | 1905–1989    | | Nikolai Bulganin                  | Haxhi Lleshi     | 24. Nov. 1960    |
| 24. Nov. 1960 | Josif Wassiljewitsch Schikin (Иосиф Васильевич Шикин)           | 1906–1973    | | Nikita Chruschtschow              | Haxhi Lleshi     | 21. Jan. 1963    |
| 1960          | S. P. Krekoten (С. П. Крекотень)                                | ?            | Geschäftsträger; am 3. Dezember 1961 informierte der stellvertretende sowjetische Außenminister Nikolaj Pawlowitsch Firjubin (Николай Павлович Фирюбин) den albanischen Geschäftsträger in Moskau, Gac Mazi, über den Abbruch der diplomatischen Beziehungen und übergab eine Verbalnote; am 9. Dezember 1961 erhielt der sowjetische Geschäftsträger in Tirana eine Antwortnote. | Nikita Chruschtschow              | Haxhi Lleshi     | 9. Dez. 1961     |
| 9. Dez. 1961  |                                                                 |              | Schutzmacht Tschechoslowakei | Nikita Chruschtschow              | Haxhi Lleshi     | 1991             |
| 1991          | Wiktor Jefimowitsch Nerubajlo (Виктор Ефимович Нерубайло)       | * 1934       | | Michail Gorbatschow               |                  | 25. Dez. 1991    |
| 25. Dez. 1991 | Wiktor Jefimowitsch Nerubajlo (Виктор Ефимович Нерубайло)       | * 1934       | Die Russische Föderation wird Nachfolgerin der Sowjetunion | Boris Jelzin                      | Ramiz Alia       | 2. Nov. 1996     |
| 2. Nov. 1996  | Igor Aleksandrowitsch Saprykin (Игорь Александрович Сапрыкин)   | * 1938       | | Boris Jelzin                      | Sali Berisha     | 26. Juli 2000    |
| 26. Juli 2000 | Wladimir Nikolajewitsch Tokin (Владимир Николаевич Токин)       | * 1937       | | Wladimir Putin                    | Rexhep Meidani   | 26. Aug. 2005    |
| 26. Aug. 2005 | Aleksandr Lwowitsch Prischtschepow (Александр Львович Прищепов) | * 1948       | | Wladimir Putin                    | Alfred Moisiu    | 28. Jan. 2010    |
| 28. Jan. 2010 | Leonid Grigorjewitsch Abramow (Леонид Григорьевич Абрамов)      | * 1954       | | Dmitri Medwedew                   | Bamir Topi       |                  |